# Aspermont
Aspermont város az USA Texas államában. Lakosainak száma 789 fő (2020. április 1.).

## Népesség
A település népességének változása:

| 2010 | 919 |
| 2020 | 789 |